# Nizhneilimsky (huyện)
Huyện Nizhneilimsky (tiếng Nga: ? райо́н) là một huyện hành chính tự quản (raion), của Tỉnh Irkutsk, Nga. Huyện có diện tích 18964 kilômét vuông, dân số thời điểm ngày 1 tháng 1 năm 2000 là 71900 người. Trung tâm của huyện đóng ở Shelezhnogorsk Ilimsky.